# The Team Chef
《The Team Chef》是韓國JTBC於2018年製作的綜藝節目，由 鄭亨敦、金俊鉉、Shahkrit Yamnarm（泰國演員兼餐廳老闆）、2PM成員-尼坤等人共同主持，節目主軸為韓國、泰國兩國的頂級廚師與素人分隊進行料理對決。

## 外部連結
- 官方網站 
- Daum上《The Team Chef》的資料